# Lodewijk Smits
Lodewijk Joseph Smits, ook Jos Smits, (Kessel, 7 juni 1878 - Mortsel, 24 augustus 1964) was een Belgisch politicus voor de Katholieke Partij en het Katholiek Verbond van België.

## Levensloop
Smits werd geboren in een landbouwersgezin en vestigde zich als hovenier. Hij trouwde in 1908 en verhuisde naar Lint.
Hij begon zich in te zetten voor lokale landbouwersorganisaties. Zo was hij voorzitter van de plaatselijke Boerengilde gedurende meer dan dertig jaar, voorzitter van het arrondissementsverbond van Boerengilden Antwerpen, voorzitter van de Landbouwcomice van Kontich en het Veekweeksyndicaat Kontich-Boom. Ten slotte was hij ook voorzitter van de Kleine Landeigendom voor het arrondissement Antwerpen.
Hij werd lid van de Hoge Raad van de Landbouw en dit moedigde hem aan om ook een politieke rol te vervullen. Hij begon zijn politieke carrière als gemeenteraadslid te Lint (tot 1946), waar hij in 1924 burgemeester zou worden. Daarnaast was hij provincieraadslid in Antwerpen van 1921 tot 1932 en aansluitend rechtstreeks verkozen senator voor het arrondissement Antwerpen (1932 - 1936) en provinciaal senator (1936 - 1946).